# Orgasme
Een orgasme, ook wel climax (hoogtepunt) of klaarkomen genoemd, is een ontlading van seksuele spanning in het menselijk lichaam. Een orgasme kan optreden door stimulatie van uitwendige geslachtsorganen, bijvoorbeeld door masturbatie of seksueel contact met een partner.
Hoewel er verschillen zijn tussen mannelijke en vrouwelijke orgasmes, zijn de ervaren sensaties tijdens een orgasme bij mannen en vrouwen ongeveer hetzelfde, mede omdat de penis en de clitoris dezelfde oorsprong hebben. Voorafgaand aan  een orgasme maken de hersenen allerlei hormonen aan, waaronder oxytocine (het 'liefdeshormoon'), dopamine (het 'beloningshormoon') en serotonine (het 'gelukshormoon'). Dit geeft een extatisch gevoel waarna tijdens het orgasme bepaalde delen van het brein, zoals die voor logisch denken en besluitvorming, worden uitgeschakeld. Tegelijkertijd worden de hersendelen die te maken hebben met fysiek contact en controle over de spieren juist tot actie aangespoord, waardoor tijdens het orgasme een sensueel en schokkend effect optreedt.

## Mannelijk orgasme
Een naderend orgasme bij de man leidt tot het optrekken van de zaadballen door de musculus cremaster tot hoog in het scrotum (balzak). Het orgasme wordt veroorzaakt door prikkeling van zenuwuiteinden in de penis, vooral in het gebied vanaf het frenulum tot aan het scrotum, en in mindere mate ook aan de rand van de eikel.
Een orgasme bij een man gaat gewoonlijk gepaard met een ejaculatie. Fysiologisch bestaat deze uit snelle ritmische contracties (samentrekkingen) van de prostaat en de spieren bij de basis van de penis, waardoor het in de bijballen opgeslagen sperma via de urinebuis naar buiten wordt gestuwd. De duur en intensiteit van het voorspel kunnen invloed hebben op de orgastische sensatie. Het is ook mogelijk om een droog orgasme te hebben zonder ejaculatie. Dit komt vaak voor bij kinderen in de puberteit die nog geen sperma produceren maar al wel masturberen, maar ook bij mannen bij wie de prostaat is verwijderd.
Na een orgasme is er voor een man meestal een refractaire periode (rustperiode) nodig voordat hij weer tot een nieuw hoogtepunt kan worden gebracht. Het slaperige gevoel daarbij komt doordat bij mannen, meer dan bij vrouwen, het 'slaaphormoon' melatonine aangemaakt wordt. Deze rustperiode kan, afhankelijk van de persoon en van zijn leeftijd, variëren van een minuut tot meer dan een half uur. Stimulatie van de penis gedurende de rustperiode kan zeer onprettig of zelfs pijnlijk zijn.

## Vrouwelijk orgasme

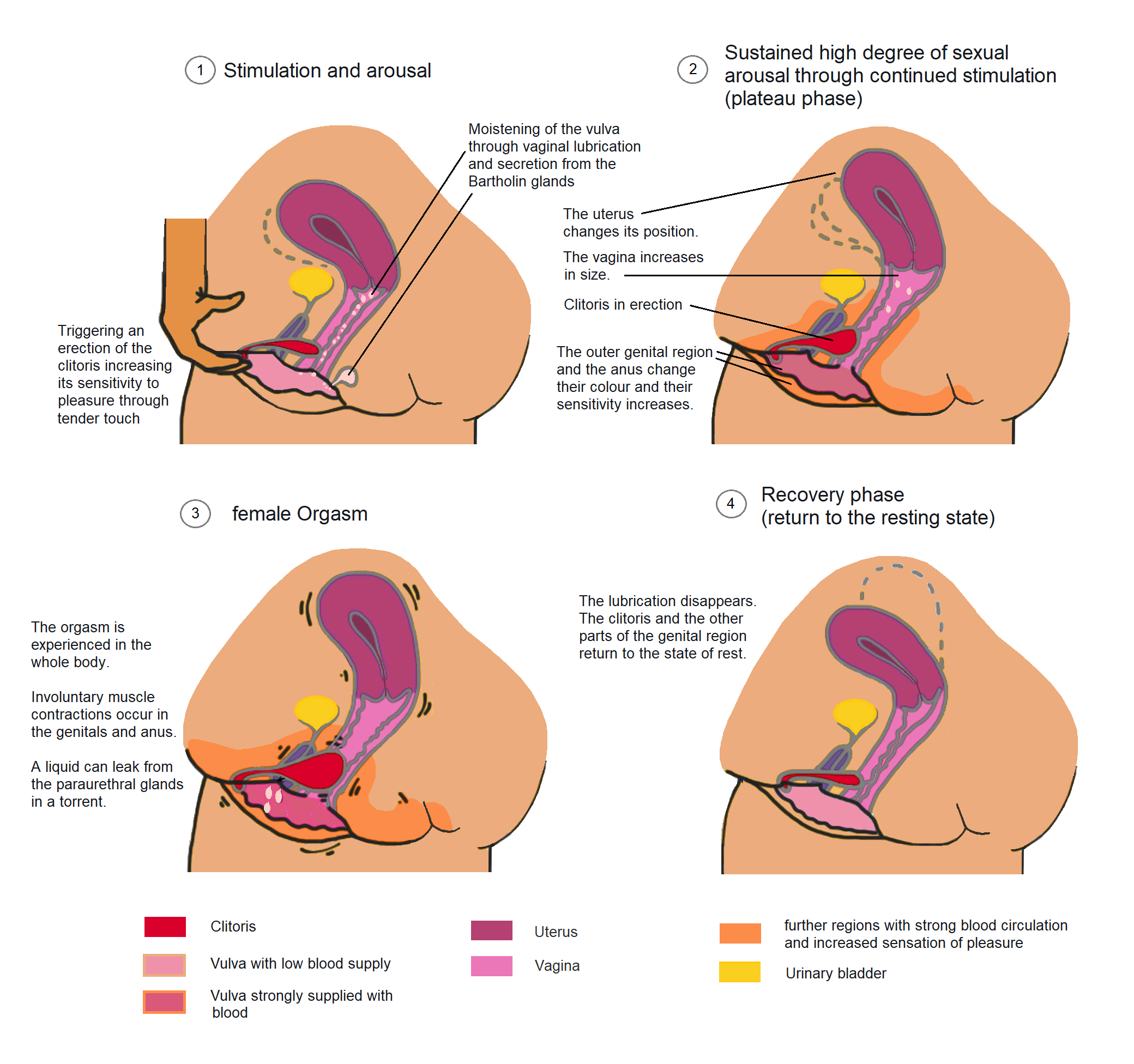
Het vrouwelijk orgasme

Vrouwen kunnen in het algemeen tot een orgasme komen door stimulatie van de clitoris. Het vrouwelijke zwellichaam dat aan de buitenzijde slechts zichtbaar is als een knopje, loopt inwendig diep door in een vorkachtige vertakking die de vagina aan twee kanten omsluit. Het ervaren van inwendige orgasmen zou dus te maken kunnen hebben met de verborgen grootte van de clitoris.

## Frequentie en duur

### Frequentie
Hoe vaak mensen een orgasme hebben verschilt sterk per persoon en is onder meer afhankelijk van de libido. Jongens en jonge mannen geven vaak aan meer dan 1 orgasme per dag te hebben, middels masturbatie of door een partner bewerkstelligd. Dit neemt met de leeftijd af. Bij de vrouw lijkt het aantal orgasmes minder een autonome behoefte te zijn: het wordt in sterkere mate bepaald door de aanwezigheid van en de kwaliteit van de relatie met een partner. Het onvermogen bij vrouwen en mannen om een orgasme te krijgen wordt anorgasmie genoemd. Indien een orgasme wordt geveinsd wordt gesproken van een neporgasme. Zowel mannen als vrouwen passen dit soms toe om het genot van de ander te vergroten of de seks af te ronden.
Bij een coïtus komen 30% van de vrouwen geregeld klaar, terwijl 90% van de mannen op deze manier een orgasme krijgt. Dit wordt door seksuologen de orgasmekloof of orgasm gap genoemd, een variant op de gender gap. Verbreding van seksuele handelingen kan deze kloof overbruggen. Het orgasme van deze vrouwen komt dan niet voort uit de stimulans van de vagina, maar van de G-plek in de wand van de vagina waarmee vanuit het geboortekanaal de clitoris gestimuleerd wordt.

### Tijdsduur
De duur van een orgasme kan variëren van persoon tot persoon, maar gemiddeld kunnen mannen en vrouwen een orgasme hebben dat 20-35 seconden duurt.

## Onbedoelde orgasmes
Orgasmes vinden soms ook onbedoeld plaats. Dit kan leiden tot schaamte of een afkeer van de activiteit die tot het orgasme heeft geleid. Soms vinden ze met minimale stimulatie plaats, of spontaan. Het bekendste voorbeeld is de natte droom, waarbij iemand tijdens een veelal seksueel getinte droom gedurende de slaap een orgasme krijgt.
Bepaalde activiteiten kunnen eveneens onbedoeld een orgasme uitlokken. Voorbeelden hiervan zijn fietsen, waarbij voortdurend druk op de genitaliën wordt uitgeoefend, en bepaalde gymnastiekoefeningen. In het Engels worden deze ook wel 'coregasm' genoemd: deze soort van orgasme wordt opgewekt als iemand oefeningen doet waarbij gelijktijdig de onderste buikspieren, de bekkenbodemspieren en de beenspieren aangespannen worden.
Sommige medicijnen kunnen tot gevolg hebben dat orgasmes afnemen of verzwakken, maar kunnen ook spontane orgasmes als bijwerking hebben. Deze bijwerking is onder andere bekend bij antidepressiva van het type selectieve serotonine-heropnameremmer (SSRI), zoals paroxetine.
In zeldzame gevallen kan ook de synthetische drug GHB een orgasmestuip (een exuberante convulsie van de vulva-regio) veroorzaken.
Iemand die onvrijwillig seksueel gestimuleerd wordt, bijvoorbeeld bij aanranding of verkrachting, kan een ongewenst orgasme krijgen.